# Neritisch
Neritisch, abgeleitet von der latinisierten Bezeichnung Nerine für eine Meeresnymphe der griechischen Mythologie (Nereïde), ist das Attribut für die zumeist gut durchlichteten Flachwasserzonen des Meeres auf dem offenen Kontinentalschelf. Der neritische Meeresbereich erstreckt sich zwischen der Küstenzone, dem Litoral, und dem oberen Rand des Kontinentalhangs, das heißt, über die relativ küstennahen Regionen bis in etwa 200 m Wassertiefe. In einigen ökologischen Klassifikationsschemata der Meeresregionen umfasst er nur die freie Wassersäule ohne das Benthal. Er gilt dann als Teil des Pelagials und wird als neritisch-pelagische Zone bezeichnet. Der entsprechende Teil des Benthals wird dann sublit(t)orale Zone genannt (nicht zu verwechseln mit dem Sublitoral der Küstenzone). Meerwärts an die neritische Zone, am Übergang vom Schelf in das tiefe Ozeanbecken, schließt sich das Pelagial im engeren Sinne bzw. die ozeanisch-pelagische Zone sowie, bezüglich der Zonierung des Benthals, das Bathyal an.
Die neritischen Meeresbereiche nehmen nur etwa 5 % Fläche der Weltmeere ein, aber aufgrund ihrer guten Durchlichtung und des relativ hohen Gehalts an Nährstoffen, die durch Flüsse in die Schelfmeere eingetragen werden, sind sie besonders reich belebt. Infolge der geringen Tiefe findet dort zudem eine Durchmischung und damit Durchlüftung (Oxygenierung) der kompletten Wassersäule statt.
In der Geologie werden mit dem Adjektiv neritisch Schelfsedimente und -sedimentgesteine bezeichnet, sofern sie noch in relativer Nähe zur Küste abgelagert wurden (vgl. Faziestypen mariner Sedimentgesteine und Schelfbegriff im Sinne der Geologie).